# Sihem Boughdiri
Sihem Boughdiri Nemsia (árabe : سهام بوغديري نمصية), (1965),  é uma banqueira e política tunisia. Ela foi Ministra das Finanças no Gabinete Bouden desde agosto de 2021. No Gabinete de Ahmed Hachani, continuou com a pasta, como Ministra interina da Economia e da Planificação.
Nemsia foi conselheira de serviços públicos, formou-se na Escola Fiscal Nacional de Clermont-Ferrand; em 1991, pela Escola Nacional de Administração ENA. Titulou-se mestre em economia pela Faculdade de Ciências Econômicas de Tunes.
Ela foi Diretora Geral de Estudos e Legislação Tributária, gerente de projetos no gabinete do Ministro. É  especializada no desenvolvimento de legislação fiscal e medidas fiscais do direito financeiro, bem como notas explicativas comuns. E liderou grupos de trabalho sobre reforma tributária e foi responsável pela negociação de disposições de reforma tributária com organizações nacionais, corporações profissionais e parlamento.